# Transports intercommunaux Lannion-Trégor
Pour les articles homonymes, voir Tilt et TUL.
Les Transports intercommunaux Lannion-Trégor, abrégés en TILT, sont un service de transport en commun desservant principalement la ville de Lannion dans les Côtes-d'Armor mais également quelques communes de la côte de granit rose.

## Historique

### Les TUL - 1983-2003
Le premier réseau de bus à Lannion voit le jour en 1982 sous le nom de TUL (Transport Urbain Lannionnais). Il est exploité en régie municipale et compte trois lignes, puis deux à partir de 2001. Il est repris par Communauté d'Agglomération de Lannion-Trégor à sa refonte en 2003.

### 2003 - Septembre 2016

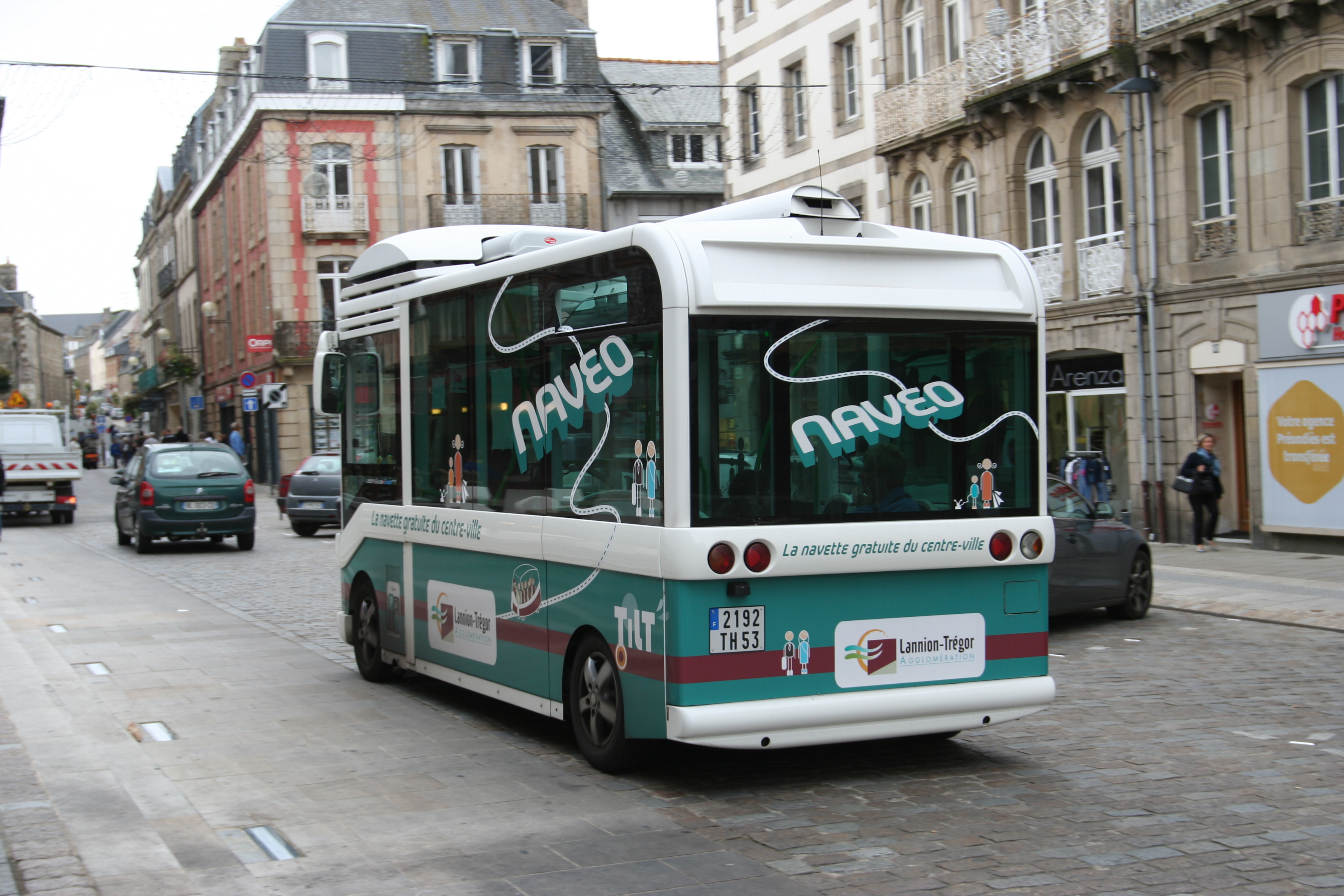
La navette Naveo.

#### La navette Naveo
Cette navette servait pour desservir le centre-ville de Lannion. Après un an de service elle a été supprimée début janvier 2013 car avait une fréquentation trop faible,. Ce service était gratuit et utilisait un véhicule de type minibus pour pouvoir accéder facilement aux petites ruelles.

### Depuis septembre 2016
Depuis le 29 août 2016, le réseau Ti'Bus cède sa ligne 15 — exploitée par la CAT — au réseau TILT, qui la divisera en deux lignes différentes : D et E. La navette « Le Macareux » de Perros-Guirec est aussi intégrée au réseau TILT entre 2014 et 2016.
Pour septembre 2018, c'est au tour de la ligne départementale 26 d'être reprise par Lannion-Trégor, où elle sera remplacée par un prolongement de la ligne M.

## Les projets
Deux nouvelles lignes vont être inaugurées avant la fin de l‘année : la ligne G (Lannion IUT-Gare Clémenceau) qui ouvrira le 10 septembre 2023 et la ligne T (Tréguier-Guingamp) qui ouvrira le 8 septembre 2023[réf. nécessaire].

## Lignes du réseau

### Présentation
Le réseau dessert neuf communes de Lannion-Trégor Communauté : Lannion, Ploubezre, Pleumeur-Bodou, Trébeurden, Perros-Guirec, Saint-Quay-Perros, Trégastel, Rospez et Ploulec'h, soit environ 45 000 habitants.
Les lignes A à C sont exploitées en régie par Lannion-Trégor Agglomération.

### Lignes principales
| Ligne | Caractéristiques | Caractéristiques                                               | Caractéristiques                                               | Caractéristiques                                               | Caractéristiques                                               | Caractéristiques                                               | Caractéristiques                                               | Caractéristiques                                               | Caractéristiques                                               |
| A     | Lannion — Aéroport ⥋ Lannion — Hôpital ou Ploubezre — La Poste | Lannion — Aéroport ⥋ Lannion — Hôpital ou Ploubezre — La Poste | Lannion — Aéroport ⥋ Lannion — Hôpital ou Ploubezre — La Poste | Lannion — Aéroport ⥋ Lannion — Hôpital ou Ploubezre — La Poste | Lannion — Aéroport ⥋ Lannion — Hôpital ou Ploubezre — La Poste | Lannion — Aéroport ⥋ Lannion — Hôpital ou Ploubezre — La Poste | Lannion — Aéroport ⥋ Lannion — Hôpital ou Ploubezre — La Poste | Lannion — Aéroport ⥋ Lannion — Hôpital ou Ploubezre — La Poste | Lannion — Aéroport ⥋ Lannion — Hôpital ou Ploubezre — La Poste |
| ----- | --- | -------------------------------------------------------------- | -------------------------------------------------------------- | -------------------------------------------------------------- | -------------------------------------------------------------- | -------------------------------------------------------------- | -------------------------------------------------------------- | -------------------------------------------------------------- | -------------------------------------------------------------- |
| A     | Ouverture / Fermeture — / — | Longueur 8 (13) km                                             | Durée —                                                        | Nb. d’arrêts 18 (22)                                           | Matériel Standards Midibus                                     | Jours de fonctionnement L, Ma, Me, J, V                        | Jour / Soir / Nuit / Fêtes O / N / N / N                       | Voy. / an —                                                    | Exploitant Lannion Trégor Agglomération                        |
| A     | Desserte : - Ville et lieux desservis : Lannion (Aéroport, IUT, Saint-Yves, Quai d'Aiguillon, Gare Clemenceau, Hôpital), Ploubezre (Centre) - Gares desservies : Gare de Lannion. |                                                                |                                                                |                                                                |                                                                |                                                                |                                                                |                                                                |                                                                |
| A     | Autre : - Amplitudes horaires : La ligne fonctionne du lundi au vendredi sauf jours fériés de 7 h 0 à 19 h 30. - Particularités : Les vélos autorisés à certains horaires et si places disponibles. - Date de dernière mise à jour : 2 octobre 2016.                                                        |                                                                |                                                                |                                                                |                                                                |                                                                |                                                                |                                                                |                                                                |
| A     | Dernière actualisation : — |                                                                |                                                                |                                                                |                                                                |                                                                |                                                                |                                                                |                                                                |
| B     | Lannion — Servel Calvaire ⥋ Lannion — Collège Coppens | Lannion — Servel Calvaire ⥋ Lannion — Collège Coppens          | Lannion — Servel Calvaire ⥋ Lannion — Collège Coppens          | Lannion — Servel Calvaire ⥋ Lannion — Collège Coppens          | Lannion — Servel Calvaire ⥋ Lannion — Collège Coppens          | Lannion — Servel Calvaire ⥋ Lannion — Collège Coppens          | Lannion — Servel Calvaire ⥋ Lannion — Collège Coppens          | Lannion — Servel Calvaire ⥋ Lannion — Collège Coppens          | Lannion — Servel Calvaire ⥋ Lannion — Collège Coppens          |
| B     | Ouverture / Fermeture — / — | Longueur 9 (10) km                                             | Durée —                                                        | Nb. d’arrêts 21 (22)                                           | Matériel Midibus                                               | Jours de fonctionnement L, Ma, Me, J, V, S                     | Jour / Soir / Nuit / Fêtes O / N / N / N                       | Voy. / an —                                                    | Exploitant Lannion Trégor Agglomération                        |
| B     | Desserte : - Ville et lieux desservis : Lannion (Servel, Saint-Yves, Quai d'Aiguillon, Les Fontaines, Saint-Marc, Collège Coppens) - Gares desservies : |                                                                |                                                                |                                                                |                                                                |                                                                |                                                                |                                                                |                                                                |
| B     | Autre : - Amplitudes horaires : La ligne fonctionne du lundi au vendredi sauf jours fériés de 6 h 45 à 18 h 15 et le samedi de sauf jours fériés de 9 h 20 à 17 h 40. - Particularités : Les vélos autorisés à certains horaires et si places disponibles. - Date de dernière mise à jour : 2 octobre 2016. |                                                                |                                                                |                                                                |                                                                |                                                                |                                                                |                                                                |                                                                |
| B     | Dernière actualisation : — |                                                                |                                                                |                                                                |                                                                |                                                                |                                                                |                                                                |                                                                |
| C     | Lannion — Nokia ⥋ Lannion — Roz Ar Gavet | Lannion — Nokia ⥋ Lannion — Roz Ar Gavet                       | Lannion — Nokia ⥋ Lannion — Roz Ar Gavet                       | Lannion — Nokia ⥋ Lannion — Roz Ar Gavet                       | Lannion — Nokia ⥋ Lannion — Roz Ar Gavet                       | Lannion — Nokia ⥋ Lannion — Roz Ar Gavet                       | Lannion — Nokia ⥋ Lannion — Roz Ar Gavet                       | Lannion — Nokia ⥋ Lannion — Roz Ar Gavet                       | Lannion — Nokia ⥋ Lannion — Roz Ar Gavet                       |
| C     | Ouverture / Fermeture — / — | Longueur 14 (15) km                                            | Durée —                                                        | Nb. d’arrêts 26 (29)                                           | Matériel Midibus                                               | Jours de fonctionnement L, Ma, Me, J, V                        | Jour / Soir / Nuit / Fêtes O / N / N / N                       | Voy. / an —                                                    | Exploitant Lannion Trégor Agglomération                        |
| C     | Desserte : - Ville et lieux desservis : Lannion (Nokia, IUT, Le Rusquet, Saint-Marc, Collège Coppens, Gare Clemenceau, Bel Air, Kerilis, Roz Ar Gavet) - Gares desservies : Gare de Lannion. |                                                                |                                                                |                                                                |                                                                |                                                                |                                                                |                                                                |                                                                |
| C     | Autre : - Amplitudes horaires : La ligne fonctionne du lundi au vendredi sauf jours fériés de 7 h 15 à 18 h 45. - Particularités : Les vélos autorisés à certains horaires et si places disponibles le mercredi uniquement. - Date de dernière mise à jour : 2 octobre 2016.                                |                                                                |                                                                |                                                                |                                                                |                                                                |                                                                |                                                                |                                                                |
| C     | Dernière actualisation : — |                                                                |                                                                |                                                                |                                                                |                                                                |                                                                |                                                                |                                                                |

### Lignes interurbaines
| Ligne | Caractéristiques | Caractéristiques                                        | Caractéristiques                                        | Caractéristiques                                        | Caractéristiques                                        | Caractéristiques                                        | Caractéristiques                                        | Caractéristiques                                        | Caractéristiques                                        |
| D     | Lannion — Gare Clemenceau ⥋ Pleumeur-Bodou — Île Grande | Lannion — Gare Clemenceau ⥋ Pleumeur-Bodou — Île Grande | Lannion — Gare Clemenceau ⥋ Pleumeur-Bodou — Île Grande | Lannion — Gare Clemenceau ⥋ Pleumeur-Bodou — Île Grande | Lannion — Gare Clemenceau ⥋ Pleumeur-Bodou — Île Grande | Lannion — Gare Clemenceau ⥋ Pleumeur-Bodou — Île Grande | Lannion — Gare Clemenceau ⥋ Pleumeur-Bodou — Île Grande | Lannion — Gare Clemenceau ⥋ Pleumeur-Bodou — Île Grande | Lannion — Gare Clemenceau ⥋ Pleumeur-Bodou — Île Grande |
| ----- | --- | ------------------------------------------------------- | ------------------------------------------------------- | ------------------------------------------------------- | ------------------------------------------------------- | ------------------------------------------------------- | ------------------------------------------------------- | ------------------------------------------------------- | ------------------------------------------------------- |
| D     | Ouverture / Fermeture 29 août 2016 / — | Longueur 18 (19) km                                     | Durée —                                                 | Nb. d’arrêts 11 (13)                                    | Matériel Autocars                                       | Jours de fonctionnement L, Ma, Me, J, V, S              | Jour / Soir / Nuit / Fêtes O / N / N / N                | Voy. / an —                                             | Exploitant Transdev CAT 22                              |
| D     | Desserte : - Ville et lieux desservis : Lannion (Gare Clemenceau, Quai d'Aiguillon, Servel), Pleumeur-Bodou (Centre, Île Grande), Trébeurden (Centre) - Gares desservies : Gare de Lannion.                                          |                                                         |                                                         |                                                         |                                                         |                                                         |                                                         |                                                         |                                                         |
| D     | Autre : - Amplitudes horaires : La ligne fonctionne du lundi au samedi sauf jours fériés de 12 h 0 à 18 h 0. - Particularités : - Date de dernière mise à jour : 2 octobre 2016.                                                     |                                                         |                                                         |                                                         |                                                         |                                                         |                                                         |                                                         |                                                         |
| D     | Dernière actualisation : — |                                                         |                                                         |                                                         |                                                         |                                                         |                                                         |                                                         |                                                         |
| E     | Lannion — Gare Clemenceau ⥋ Trégastel — Sainte-Anne | Lannion — Gare Clemenceau ⥋ Trégastel — Sainte-Anne     | Lannion — Gare Clemenceau ⥋ Trégastel — Sainte-Anne     | Lannion — Gare Clemenceau ⥋ Trégastel — Sainte-Anne     | Lannion — Gare Clemenceau ⥋ Trégastel — Sainte-Anne     | Lannion — Gare Clemenceau ⥋ Trégastel — Sainte-Anne     | Lannion — Gare Clemenceau ⥋ Trégastel — Sainte-Anne     | Lannion — Gare Clemenceau ⥋ Trégastel — Sainte-Anne     | Lannion — Gare Clemenceau ⥋ Trégastel — Sainte-Anne     |
| E     | Ouverture / Fermeture 29 août 2016 / — | Longueur 23 (24) km                                     | Durée —                                                 | Nb. d’arrêts 17 (18)                                    | Matériel Autocars                                       | Jours de fonctionnement L, Ma, Me, J, V, S              | Jour / Soir / Nuit / Fêtes O / N / N / N                | Voy. / an —                                             | Exploitant Transdev CAT 22                              |
| E     | Desserte : - Ville et lieux desservis : Lannion (Gare Clemenceau, Quai d'Aiguillon, IUT), Perros-Guirec, Trégastel - Gares desservies : Gare de Lannion.                                                                             |                                                         |                                                         |                                                         |                                                         |                                                         |                                                         |                                                         |                                                         |
| E     | Autre : - Amplitudes horaires : La ligne fonctionne du lundi au samedi sauf jours fériés de 7 h 0 à 17 h 10. - Particularités : - Date de dernière mise à jour : 2 octobre 2016.                                                     |                                                         |                                                         |                                                         |                                                         |                                                         |                                                         |                                                         |                                                         |
| E     | Dernière actualisation : — |                                                         |                                                         |                                                         |                                                         |                                                         |                                                         |                                                         |                                                         |
| 30    | Lannion ⥋ Morlaix | Lannion ⥋ Morlaix                                       | Lannion ⥋ Morlaix                                       | Lannion ⥋ Morlaix                                       | Lannion ⥋ Morlaix                                       | Lannion ⥋ Morlaix                                       | Lannion ⥋ Morlaix                                       | Lannion ⥋ Morlaix                                       | Lannion ⥋ Morlaix                                       |
| 30    | Ouverture / Fermeture — / — | Longueur 56 (62) km                                     | Durée —                                                 | Nb. d’arrêts 54 (55)                                    | Matériel Autocars                                       | Jours de fonctionnement L, Ma, Me, J, V, S              | Jour / Soir / Nuit / Fêtes O / N / N / N                | Voy. / an —                                             | Exploitant Transdev CAT 22                              |
| 30    | Desserte : - Ville et lieux desservis : Lannion, Ploulec'h, Ploumilliau, Trédrez-Locquémeau, Saint-Michel-en-Grève, Tréduder, Plestin-les-Grèves, Locquirec, Guimaëc, Lanmeur, Garlan, Morlaix - Gares desservies : Gare de Lannion. |                                                         |                                                         |                                                         |                                                         |                                                         |                                                         |                                                         |                                                         |
| 30    | Autre : - Amplitudes horaires : Trédrez-Locquémeau n'est desservie que sur demande. - Particularités : - Date de dernière mise à jour : 2 octobre 2016.                                                                              |                                                         |                                                         |                                                         |                                                         |                                                         |                                                         |                                                         |                                                         |
| 30    | Dernière actualisation : — |                                                         |                                                         |                                                         |                                                         |                                                         |                                                         |                                                         |                                                         |

### Ligne secondaire
| Ligne | Caractéristiques | Caractéristiques                                                                       | Caractéristiques                                                                       | Caractéristiques                                                                       | Caractéristiques                                                                       | Caractéristiques                                                                       | Caractéristiques                                                                       | Caractéristiques                                                                       | Caractéristiques                                                                       |
| M     | Marché | Marché                                                                                 | Marché                                                                                 | Marché                                                                                 | Marché                                                                                 | Marché                                                                                 | Marché                                                                                 | Marché                                                                                 | Marché                                                                                 |
| M     | Rospez, Loguivy-lès-Lannion, Trédrez-Locquémeau, Penvénan ⥋ Lannion — Quai d'Aiguillon | Rospez, Loguivy-lès-Lannion, Trédrez-Locquémeau, Penvénan ⥋ Lannion — Quai d'Aiguillon | Rospez, Loguivy-lès-Lannion, Trédrez-Locquémeau, Penvénan ⥋ Lannion — Quai d'Aiguillon | Rospez, Loguivy-lès-Lannion, Trédrez-Locquémeau, Penvénan ⥋ Lannion — Quai d'Aiguillon | Rospez, Loguivy-lès-Lannion, Trédrez-Locquémeau, Penvénan ⥋ Lannion — Quai d'Aiguillon | Rospez, Loguivy-lès-Lannion, Trédrez-Locquémeau, Penvénan ⥋ Lannion — Quai d'Aiguillon | Rospez, Loguivy-lès-Lannion, Trédrez-Locquémeau, Penvénan ⥋ Lannion — Quai d'Aiguillon | Rospez, Loguivy-lès-Lannion, Trédrez-Locquémeau, Penvénan ⥋ Lannion — Quai d'Aiguillon | Rospez, Loguivy-lès-Lannion, Trédrez-Locquémeau, Penvénan ⥋ Lannion — Quai d'Aiguillon |
| ----- | --- | -------------------------------------------------------------------------------------- | -------------------------------------------------------------------------------------- | -------------------------------------------------------------------------------------- | -------------------------------------------------------------------------------------- | -------------------------------------------------------------------------------------- | -------------------------------------------------------------------------------------- | -------------------------------------------------------------------------------------- | -------------------------------------------------------------------------------------- |
| M     | Ouverture / Fermeture — / — | Longueur 59 km                                                                         | Durée —                                                                                | Nb. d’arrêts 10                                                                        | Matériel Standards Midibus                                                             | Jours de fonctionnement L, Ma, Me, J, V                                                | Jour / Soir / Nuit / Fêtes O / N / N / N                                               | Voy. / an —                                                                            | Exploitant Lannion Trégor Agglomération                                                |
| M     | Desserte : - Ville et lieux desservis : Rospez (Bourg, Buhulien), Trédrez-Locquémeau, Ploumilliau, Ploulec'h (Bourg, Le Yaudet), Penvénan, Trévou-Tréguignec, Trélévern, Louannec, Lannion (Quai d'Aiguillon) - Gares desservies : |                                                                                        |                                                                                        |                                                                                        |                                                                                        |                                                                                        |                                                                                        |                                                                                        |                                                                                        |
| M     | Autre : - Amplitudes horaires : La ligne fonctionne le jeudi sauf jours fériés de 9 h 0 à 12 h 0. - Particularités : - Date de dernière mise à jour : 7 septembre 2018.                                                            |                                                                                        |                                                                                        |                                                                                        |                                                                                        |                                                                                        |                                                                                        |                                                                                        |                                                                                        |
| M     | Dernière actualisation : — |                                                                                        |                                                                                        |                                                                                        |                                                                                        |                                                                                        |                                                                                        |                                                                                        |                                                                                        |

### Ligne estivale
| Ligne    | Caractéristiques | Caractéristiques            | Caractéristiques            | Caractéristiques            | Caractéristiques            | Caractéristiques              | Caractéristiques                         | Caractéristiques            | Caractéristiques            |
| Macareux | Perros-Guirec ⥋ Ploumanac'h | Perros-Guirec ⥋ Ploumanac'h | Perros-Guirec ⥋ Ploumanac'h | Perros-Guirec ⥋ Ploumanac'h | Perros-Guirec ⥋ Ploumanac'h | Perros-Guirec ⥋ Ploumanac'h   | Perros-Guirec ⥋ Ploumanac'h              | Perros-Guirec ⥋ Ploumanac'h | Perros-Guirec ⥋ Ploumanac'h |
| -------- | --- | --------------------------- | --------------------------- | --------------------------- | --------------------------- | ----------------------------- | ---------------------------------------- | --------------------------- | --------------------------- |
| Macareux | Ouverture / Fermeture — / — | Longueur 9 km               | Durée —                     | Nb. d’arrêts 11             | Matériel Minibus            | Jours de fonctionnement Me, V | Jour / Soir / Nuit / Fêtes O / N / N / N | Voy. / an —                 | Exploitant Transdev CAT 22  |
| Macareux | Desserte : - Ville et lieux desservis : Perros-Guirec (Ploumanac'h) - Gares desservies : |                             |                             |                             |                             |                               |                                          |                             |                             |
| Macareux | Autre : - Amplitudes horaires : La ligne fonctionne uniquement le mercredi et vendredi sauf jours fériés de 9 h 30 à 12 h 30. - Particularités : Navette gratuite - Date de dernière mise à jour : 2 octobre 2016. |                             |                             |                             |                             |                               |                                          |                             |                             |
| Macareux | Dernière actualisation : — |                             |                             |                             |                             |                               |                                          |                             |                             |

### TaxiTILT
TaxiTILT est un service à la demande pour les usagers vivant dans les zones peu denses de l'agglomération.

### AllôTILT
Service à la demande pour les usagers vivant dans les zones peu denses de l'agglomération desservant une soixantaine d'arrêts dans le secteur de Lannion uniquement.

### La gare urbaine

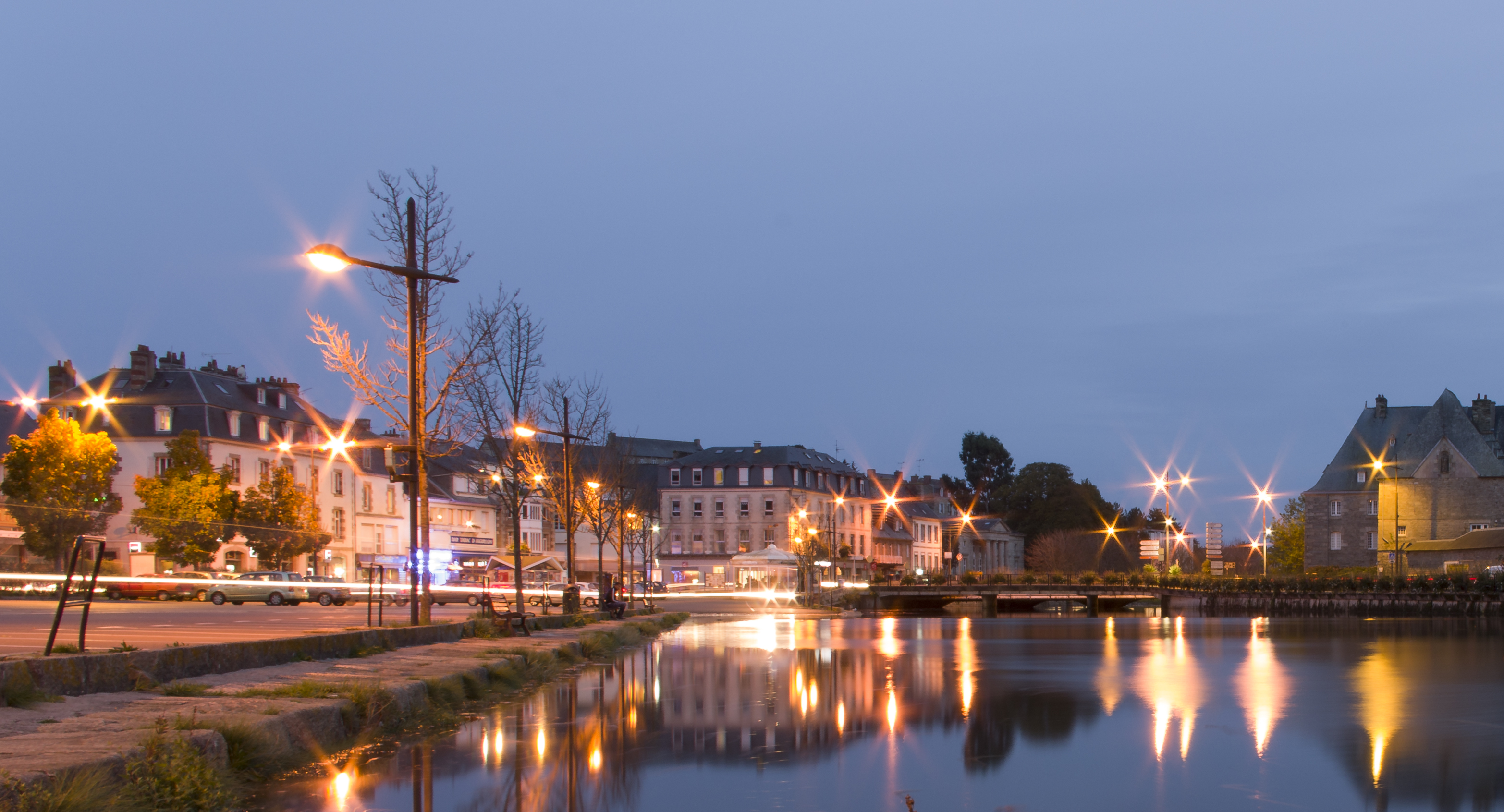
Quai d'Aiguillon de nuit.

Le réseau TILT ne possède pas vraiment de gare urbaine. Cependant, deux arrêts sont desservis par toutes les lignes : Gare Clemenceau (gare SNCF) et Quai d'Aiguillon.

### Intermodalité
Certaines lignes du réseau régional BreizhGo desservent Lannion-Trégor Communauté, à savoir les lignes nos 6, 26 et 27

### Identité visuelle

#### Livrée des véhicules
Les TILT ont eu plusieurs livrées différentes au fil des décennies mais deux principalement.
- Pour la première livrée, les véhicules  était peints en blanc et avaient des bandes bleu clair et foncé qui faisaient le tour des véhicules allant du pare-chocs avant à l'arrière. Deux bandes des mêmes couleurs étaient placées en latéral sur chaque face du véhicule.
- Les véhicules sont actuellement de couleur blanche avec le haut en le bas de couleur rouge foncé avec des stickers rappelant le logo de Lannion-Trégor Communauté.

## Exploitation

### Matériel roulant
En décembre 2024, le parc d'autobus du réseau TILT est composé de 29 véhicules dont 1 bus standards, 8 midibus, 2 minibus et 9 autocars. Au sein de cette flotte, 3 bus fonctionnent à l'électrique, les autres véhicules sont équipés de moteurs Diesel.

#### Bus standards
| Constructeur  | Modèle    | Nombre | Numéros de parc | Période de mise en service | Affectation | Exploitant                   | Observation |
| ------------- | --------- | ------ | --------------- | -------------------------- | ----------- | ---------------------------- | ----------- |
| Mercedes-Benz | Citaro C2 | 1      | M2              | Mars 2015                  | A, M        | Lannion Trégor Agglomération | –           |

#### Midibus
| Constructeur  | Modèle            | Nombre | Numéros de parc | Période de mise en service        | Affectation | Exploitant                   | Observation |
| ------------- | ----------------- | ------ | --------------- | --------------------------------- | ----------- | ---------------------------- | ----------- |
| Heuliez Bus   | GX 127            | 2      | H1, H2          | Entre avril 2010 et novembre 2010 | A, B, C, M  | Lannion Trégor Agglomération | –           |
| Heuliez Bus   | GX 127 L          | 1      | H3              | Septembre 2011                    | A, B, C, M  | Lannion Trégor Agglomération | –           |
| Heuliez Bus   | GX 137 L ELEC     | 2      | H6, H7          | Octobre 2023                      | A, B, C, M  | Lannion Trégor Agglomération | –           |
| Mercedes-Benz | Citaro K Facelift | 1      | M1              | Novembre 2012                     | A, B, C, M  | Lannion Trégor Agglomération | –           |
| Mercedes-Benz | Citaro K C2       | 2      | M3, M4          | Entre avril 2018 et juillet 2018  | A, B, C, M  | Lannion Trégor Agglomération | –           |

#### Minibus
| Constructeur  | Modèle           | Nombre | Numéros de parc | Période de mise en service | Affectation | Exploitant                   | Observation |
| ------------- | ---------------- | ------ | --------------- | -------------------------- | ----------- | ---------------------------- | ----------- |
| Bolloré       | Bluebus 6m       | 1      | + 1 inconnu     | Mai 2020                   | MobiliTILT  | Lannion Trégor Agglomération | –           |
| Mercedes-Benz | Sprinter City 35 | 1      | + 1 inconnu     | Mars 2015                  | Macareux    | Transdev CAT 22              | –           |

#### Autocars
| Constructeur  | Modèle       | Nombre | Numéros de parc | Période de mise en service | Affectation                        | Exploitant      | Observation |
| ------------- | ------------ | ------ | --------------- | -------------------------- | ---------------------------------- | --------------- | ----------- |
| Irisbus       | Ares         | 2      | 7179, 7521      | Août 2006                  | D, E, 30, Lignes Scolaires         | Transdev CAT 22 | –           |
| Irisbus       | Récréo II    | 6      | 95159-95164     | Août 2008                  | D, E, 30, Lignes Scolaires, Ti'Bus | Transdev CAT 22 | –           |
| Mercedes-Benz | Intouro II M | 1      | + 1 inconnu     | Avril 2013                 | D, E, 30, Lignes Scolaires, Ti'Bus | Transdev CAT 22 | –           |

### Dépôts
- Le dépôt de Lannion Trégor Agglomération est situé dans la principauté, au 1 Rue Gaspard Monge, 22300 Lannion dans la zone industrielle à Lannion (48° 45′ 10″ N, 3° 27′ 04″ O) ;
- Le dépôt de Transdev CAT 22 est situé dans la principauté, au 7 Rue Max le Bail, 22000 Saint-Brieuc dans la zone industrielle à Lannion (48° 45′ 45″ N, 3° 28′ 00″ O).

Le premier dépôt se situait quai du Maréchal-Foch, le long du Léguer.